# Virginia Madsen
Virginia Gayle Madsen (Chicago, 11 de septiembre de 1961) es una actriz estadounidense.

## Biografía
Es hija de Cal Madsen (un bombero retirado) y de Elaine Madsen (de soltera Melson - una escritora); sus padres se divorciaron en 1968. Es mitad danesa y tiene dos hermanos mayores el actor Michael Madsen y Cheryl Madsen. Sus sobrinos son los actores Christian Madsen, Calvin Madsen y Luke Madsen. Es muy buena amiga de la actriz Rusty Schwimmer.
En 1981 comenzó a salir con el actor Billy Campbell, la pareja estuvo comprometida pero se separaron en 1989. Ese mismo año salió con el actor Danny Huston, con quien se casó el 2 de septiembre del mismo año, pero se divorciaron en 1992. En 1993 comenzó a salir con el actor Antonio Sabato, Jr.. La pareja le dio la bienvenida a su primer hijo Jack Antonio Sabato el 6 de agosto de 1994. Se separaron en 1998.

## Carrera
Asistió al New Trier High School de Winnetka, en Illinois. En 1983 Virginia debutó en el cine con la película Class. 
Su primer papel protagonista fue en 1984 en la película romántica Electric Dreams donde interpretó a Madeline Robistat, ese mismo año apareció en la película de David Lynch titulada Dune como la princesa Irulan. En 1987 apareció como Yolanda Caldwell en el thriller de culto Slam Dance de Wayne Wang. Al año siguiente apareció en la comedia de Danny Huston Mr. North como Sally Boffin.
En la década de los 90 Virginia coprotagonizó la película The Hot Spot donde compartió créditos con Don Johnson y Jennifer Connelly, la cual fue dirigida por Dennis Hopper. 
En 1991 interpretó a Louise Marcus en la película Highlander II: The Quickening y al año siguiente dio vida a Helen Lyle, la esposa de Trever Lyle y amiga de Bernadette Walsh en la película Candyman. 
En el 2004 dio vida a Maya en la película Sideways de Alexander Payne. Virginia fue nominada a los Oscars en la categoría de mejor actriz de reparto.
También apareció en el video musical "Liberian Girl" de  Michael Jackson y en "I'm Free (Heaven Helps the Man)" de Kenny Loggin.
En el 2002 se unió al elenco recurrente de la primera temporada de la serie American Dreams donde dio vida a Rebecca Sandstrom, la amiga de Helen Pryor del club de lectura.
En el 2003 interpretó a Krista Walker una mujer que, junto a su esposo John (Joel Gretsch), denuncia el secuestro de sus dos hijas Molly (Elle Fanning) y Lana (Sara Paxton) en un episodio de la popular serie norteamericana CSI: Miami.
En el 2006 se unió a la serie Smith donde interpretó a Hope Stevens, la esposa del ladrón Bobby Stevens (Ray Liotta) hasta el 2007.
En el 2009 apareció como invitada en la serie Monk como la periodista Trudy "T.K." Jensen, la tercera esposa del capitán de la policía Leland Stottlemeyer (Ted Levine).
En el 2010 se unió al elenco principal de la serie Scoundrels donde interpretó a Cheryl West, una mujer que busca sin éxito que su familia se aleje de la vida criminal después de que su esposo fuera arrestado, hasta la cancelación de la serie al terminar la primera temporada.
En el 2011 apareció como personaje recurrente de la serie The Event donde dio vida a la senadora Catherine Lewis.
En el 2012 apareció como invitada en la segunda temporada de la serie Hell on Wheels donde interpretó a la señora Hannah Durant, la esposa de Thomas Durant (Colm Meaney), un miembro del consejo de la Unión del Pacífico.
En el 2013 se unió al elenco recurrente de la primera temporada de la serie Witches of East End donde interpretó a Penelope Gardiner, la madre de Killian Gardiner (Daniel Di Tomasso) y Dash Gardiner (Eric Winter), quien al finalizar la temporada se revela que era en realidad Athena Browning, una bruja que intentaba vengarse de las Beauchamp pero que finalmente es asesinada. Ese mismo año Virginia se unió al elenco de la película Hatfields & McCoys donde interpretó a Eloise McCoy.
En el 2015 apareció como invitada en la popular serie norteamericana Law & Order: Special Victims Unit donde dio vida a Beth Anne Rollins, la madre de la detective Amanda Rollins (Kelli Giddish).
En el 2016 se unió al elenco invitado de la serie Elementary donde interpreta a Paige, la novia del capitán Thomas Gregson (Aidan Quinn).
Ese mismo año se unió al elenco principal de la serie American Gothic donde da vida a Madeline Hawthorne, la esposa de Mitch y madre de Alison, Garrett, Tessa, y Cam.
En julio del mismo año se anunció que se había unido al elenco recurrente de la nueva serie Designated Survivor.

## Filmografía

### Series de televisión
| Año              | Título                                   | Personaje                      | Notas                            |
| ---------------- | ---------------------------------------- | ------------------------------ | -------------------------------- |
| 2018             | The Truth About the Harry Quebert Affair | Tamara Quinn                   | 10 episodios                     |
| 2016 - presente  | Designated Survivor                      | Kimble Hookstraten             | 7 episodios                      |
| 2016             | Elementary                               | Paige                          | 2 episodios                      |
| 2016             | American Gothic                          | Madeline Hawthorne             | 13 episodios                     |
| 2015             | Law & Order: Special Victims Unit        | Beth Anne Rollins              | episodio "Maternal Instincts"    |
| 2013             | Witches of East End                      | Penelope Gardiner              | 3 episodios                      |
| 2013             | Susanna                                  | Mel                            | episodio # 1.12                  |
| 2012             | Ruth & Erica                             | Mel                            | episodio "September"             |
| 2012             | Hell on Wheels                           | Hannah Durant                  | 4 episodios                      |
| 2012             | Jan                                      | Mel                            | 9 episodios                      |
| 2011             | The Event                                | Sen. Catherine Lewis           | 4 episodios                      |
| 2010             | Scoundrels                               | Cheryl West                    | 8 episodios                      |
| 2009             | Monk                                     | T.K. Jensen                    | 3 episodios                      |
| 2006 - 2007      | Smith                                    | Hope Stevens                   | 7 episodios                      |
| 2002, 2005, 2006 | Justice League                           | Varios Personajes              | 4 episodios                      |
| 2005             | Teen Titans                              | Arella                         | episodio "The Prophecy"          |
| 2003             | Boomtown                                 | Erika Ashland                  | episodio "The Big Picture"       |
| 2003             | CSI: Miami                               | Krista Walker                  | episodio "Death Grip"            |
| 2003             | Spider-Man                               | Silver Sable                   | 2 episodios                      |
| 2003             | Dawson's Creek                           | Maddy                          | episodio "All Good Things..."    |
| 2002 - 2003      | American Dreams                          | Rebecca Sandstrom              | 14 episodios                     |
| 2001             | The Practice                             | Marsha Ellison                 | 2 episodios                      |
| 1999             | Frasier                                  | Cassandra Stone                | 4 episodios                      |
| 1998             | Star Trek: Voyager                       | Kellin                         | episodio "Unforgettable"         |
| 1994             | Earth 2                                  | Pareja de Alonzo Solace        | episodio "The Church of Morgan"  |
| 1989             | Moonlighting                             | Lorraine Anne "Annie" Charnock | 3 episodios                      |
| 1987             | The Hitchhiker                           | Christina                      | episodio "Perfect Order"         |
| 1984             | American Playhouse                       | Lou Ellen Purdy                | episodio "A Matter of Principle" |

### Productora
| Año  | Título                   | Notas                   |
| ---- | ------------------------ | ----------------------- |
| 2009 | I Know a Woman Like That | documental - productora |
| 2007 | Ripple Effect            | productora ejecutiva    |

### Películas
- Class (Class) (1983), de Lewis John Carlino.
- Sueños eléctricos (Electric Dreams) (1984), de Steve Barron.
- Dune (1984), de David Lynch.
- Mussolini: Auge y caída del Nuevo César (Mussolini: The Untold Story) (1985), de William A. Graham. (TV).
- Creator (1985), de Ivan Passer.
- Fuego con fuego (Fire with Fire) (1986), de Duncan Gibbins.
- Modern Girls (1986), de Jerry Kramer.
- Sin vía de escape (Slamdance) (1987), de Wayne Wang.
- Mr. North (1988), de Danny Huston.
- Heart of Dixie (1989), de Martin Davidson.
- Labios ardientes (The Hot Spot) (1990), de Dennis Hopper.
- Highlander II: The Quickening (1991), de Russell Mulcahy.
- Candyman (1992), de Bernard Rose.
- Blue Tiger (1994), de Norberto Barba.
- Amarga venganza (Bitter Vengeance) (1994), de Stuart Cooper.
- Cruce de pasiones (Caroline at Midnight) (1994), de Scott McGinnis.
- Ángeles y demonios (The Prophecy) (1995), de Gregory Widen.
- Fantasmas del pasado (Ghosts of Mississippi) (1996), de Rob Reiner.
- El muerto es un vivo (Just Your Luck) (1996), de Gary Auerbach.
- Operación Apocalipsis (The Apocalypse Watch) (1997), de Kevin Connor. (TV).
- The Rainmaker (1997), de Francis Ford Coppola.
- Emboscada (Ambushed) (1998), de Ernest R. Dickerson.
- Ballad of the Nightingale (1998), de Guy Greville-Morris.
- La guarida (The Haunting) (1999), de Jan de Bont.
- Florentine (The Florentine) (1999), de Nick Stagliano.
- Después del sexo (After Sex) (2000), de Cameron Thor.
- Mentiras verdaderas (Lying In Wait) (2000), de D. Shone Kirkpatrick.
- Encrucijada de destinos (Crossfire Trail) (2001), de Simon Wincer. (TV).
- Presunta inocencia (Just Ask My Children) (2001), de Arvin Brown.
- Revelación (Full Disclosure) (2001), de John Bradshaw.
- American Gun (2002), de Alan Jacobs.
- Entre copas (Sideways) (2004), de Alexander Payne.
- Stuart Little 3: Aventura en el bosque (Stuart Little 3: Call of the Wild) (2005), de Audu Paden.
- Scooby-Doo: En el Misterio del Faraón (Scooby Doo in Where’s My Mummy?) (2005), de Joe Sichta.
- A Prairie Home Companion (2006), de Robert Altman.
- Firewall (2006), de Richard Loncraine.
- Cutlass (cortometraje) (2007), de Kate Hudson.
- El número 23 (2007) (The Number 23), de Joel Schumacher.
- Efecto dominó (Ripple Effect) (2007) de Philippe Caland.
- The Haunting in Connecticut (Exorcismo en Connecticut) (2009) de Peter Cornwell
- Red Riding Hood (Caperucita Roja) (2011)
- Nido de avispas (2012)
- The Magic of Belle Isle (2012) , de Rob Reiner.
- Dead Rising Watchtower (2015) , de Zach Lipovsky.
- Joy (2015) , de David O. Russell.
- Sharknado 3: Oh, Hell No! (2016) de Anthony C. Ferrante

- Her Smell (2018), de Alex Ross Perry.[7]
- Prey for the Devil (2022)[8]
- Lola (2024), de Nicola Peltz y Bria Vinaite[9]

## Premios y distinciones
Premios Óscar
| Año  | Categoría               | Película    | Resultado |
| ---- | ----------------------- | ----------- | --------- |
| 2005 | Mejor actriz de reparto | Entre copas | Candidata |

Premios del Sindicato de Actores
| Año  | Categoría               | Película    | Resultado |
| ---- | ----------------------- | ----------- | --------- |
| 2005 | Mejor reparto           | Entre copas | Ganadora  |
| 2005 | Mejor actriz de reparto | Entre copas | Candidata |